# 天主教帕爾馬斯總教區
天主教帕爾馬斯總教區（拉丁語：Archidioecesis Palmensis in Brasilia）是羅馬天主教在巴西的一個教省總教區，下轄四個教區。
總教區成立於1996年3月27日，包括托坎廷斯州東部十一市。2004年有教友140,385人，佔轄區總人口76.6%。教區下轄廿七個堂區，有四十三名司鐸。現任教區總主教為伯多祿·庇道·吉馬良斯。